# 王景 (翰林学士)
王 景（おう けい、後至元2年（1336年）- 永楽6年7月13日（1408年8月4日））は、明代の官僚・学者。字は景彰、号は常斎。本貫は処州松陽県。

## 生涯
洪武初年、懐遠教諭となった。博学なことから洪武帝の詔に応じ、宗廟祭祀における音楽の詩詞を作り、諸侯王の朝見儀礼を定めた。官を歴任して山西参政となったが、後に雲南に流された。建文元年（1399年）、張紞の推薦により南京に召還され、礼部侍郎・兼翰林院侍講となった。董倫とともに『太祖実録』編纂の総裁官をつとめた。
建文4年（1402年）、永楽帝が即位すると、王景は翰林院学士に抜擢された。永楽帝が建文帝の葬礼について諮問すると、王景は頓首して「天子の礼を用いるべきです」と答えた。帝はその言に従った。
永楽6年7月13日（1408年8月4日）、王景は在官のまま死去した。享年は73。著書に『玉堂稿』があった。

## 妻子

### 妻
- 毛氏（先立って死去した）
- 李氏（後妻）

### 子
- 王宏
- 王荊（早逝）
- 王誠
- 王信克（後嗣）
- 王貫